# Gadla Sama'tat
 (avril 2024).
Gädlä Sämaʿtat (ou Gadla Samāʿtāt signifiant Vies des Martyrs ou Combat spirituel des martyrs) est un manuscrit guèze qui contient une compilation d'hagiographies. Les premiers textes datent du XIIIe siècle. Le manuscrit est actuellement conservé à ʿUra Qirqos, une église près de Zäla Ambässa, Région du Tigré, dans le nord de l'Éthiopie.

## Histoire
Le manuscrit est à l'origine conservé au monastère (« gädam » ገዳም) de ʿUra Mäsqäl, aujourd'hui situé en Érythrée. Il est ensuite déplacé à ʿUra Qirqos au début de la guerre entre l'Érythrée et l'Éthiopie à la fin des années 1990. En 2010, le manuscrit est numérisé par le projet Ethio-SPaRe. En 2012 et 2013, Ethio-SPaRe réalise des travaux de restauration du manuscrit.

## Contenu
Le manuscrit est un codex fait de parchemin. Copié par trois scribes différents, il mesure 535 × 380 × 200 mm et contient 281 feuillets.
Le manuscrit est rédigé en guèze et contient une collection de textes hagiographiques identifiés au moins depuis le XIIIe siècle. Ces recueils contiennent essentiellement des textes traduits en éthiopien à partir d'autres langues et ont été complétés ultérieurement par de nouveaux textes originaux rédigés en éthiopien. Ces hagiographies concernent des martyrs et des saints non éthiopiens (orientaux, principalement égyptiens) et éthiopiens.
Les textes sont classés dans le manuscrit en fonction du jour de commémoration des saints concernés et suivent l'ordre du calendrier éthiopien, la séquence, mélangée lors des premières recherches Ethio-SPaRe, est reconstituée par Antonella Brita (les dates sont données en suivant le calendrier éthiopien) :
1. Yoḥannǝs Mäṭmǝq (1 Mäskäräm)
2. Mamas, Tewodoṭos, Tewofina (5 Mäskäräm)
3. Ǝsṭifanos (15 Mäskäräm)
4. La découverte des reliques de St Ǝsṭifanos (1 Ter)
5. Ewosṭatewos (23 Mäskäräm)
6. Kirakos (5 Teqemt)
7. P̣änṭälewon zäṣomaʿt (6 Teqemt)
8. P̣änṭälewon le médecin (6 Teqemt)
9. Qoṗryanos et Iyosṭa (7 Teqemt)
10. Sǝrgis et Bakkos (10 Teqemt)
11. Filǝyas (17 Teqemt)
12. Romanos (18 Teqemt)
13. Yoḥannǝs Däylami (19 Teqemt)
14. Zinobis et Zänobya (6 Hedar)
15. Ṭaṭus (17 Hedar)
16. Elewtǝros et Ǝntǝya (18 Hedar)
17. Tewoflos, P̣aṭroqya et Dämalis (19 Hedar)
18. Qozmas et Dǝmyanos (22 Hedar)
19. Azqir (24 Hedar)
20. Märqorewos (25 Hedar)
21. Ḫirut et les martyrs de Nagran (26 Hedar)
22. Yaʿqob l'Intercis (27 Hedar)
23. P̣eṭros (26 ou 29 Hedar)
24. Elyas Näbiy (12 Ter)
25. Arsima (6 Tahesas)
26. Bäʾamin (9 Tahesas)
27. Tälasǝs et Alʿazär (10 Tahesas)
28. Anqitos (12 Tahesas)
29. Märbǝhnam (14 Tahesas)
30. Gorgoryos (15 Tahesas)
31. Absadi et Alaniqos (27 Tahesas)
32. Martyrs d'Aḫmim (29 Tahesas)
33. Tewodros Bänadlewos (12 Ter)
34. Säbʿatu däqiq zäʾefeson (13 Ter)
35. Ǝmǝrays (14 Ter)
36. Qirqos et Yäluta (15 ou 16 Ter)
37. Äkawǝḥ (28 Ter)
38. Orni (30 Ter)
39. Ṭeqäla (30 Ter)
40. Abuqir et Yoḥannǝs (6 Yäkkatit)